# Alessandro Mannarino
Alessandro Mannarino (Roma, 23 de agosto de 1979) es un cantautor italiano de World music.

## Biografía
Alessandro Mannarino empieza la actividad artística en 2001, con su participación en la obra teatral Roma di notte del actor Massimiliano Bruno y colabora con muchos artistas como Ascanio Celestini, David Riondino y Don Pasta. Es a partir de 2009 cuando aparece a lo largo de tres temporadas consecutivas en Parla con me, un show de culto televisivo italiano de Rai 3 presentado por Serena Dandini.

### Bar della rabbia(2009)
El 20 de marzo de 2009 sale a la venta su primer álbum Bar della rabbia, publicado por Leave music y distribuido por Universal Music. Con este primer proyecto discográfico gana el prestigioso Premio Giorgio Gaber a Viareggio y su disco es un de los finalistas del concurso Targa Tenco 2009 en la subdivisión “Album emergenti - Opera prima”. 
El mismo año hizo su debut en el Concerto del Primo Maggio. Bar della Rabbia tiene mucho éxito entre los críticos y el público llegando a conseguir la certificación “oro” por FIMI. Me so ‘mbriacato es una de las canciones más famosas del álbum y gracias a su éxito el álbum es proclamado doble disco de platino por FIMI.

### Supersantos(2011)
El 15 de marzo de 2011 sale a la venta su segundo álbum Supersantos (certificado disco “oro” por FIMI), presentado en directo durante la gira veraniega Supersantos Live y durante la siguiente gira teatral L’ultimo giorno dell’umanità. En 2011, gracias a la colaboración con el artista Valerio Berruti, para su obra de arte La rivoluzione terrestre, Mannarino se lanzó a componer la melodía Vivere la vita, cantada por un niño. Vivere la vita es una de sus canciones más amadas por su público y es así como su videoclip en YouTube alcanza rápidamente millones de reproducciones.
En 2012 el cantautor romano participa al Concerto del Primo Maggio y poco tiempo después el 13 de julio la institución SIAE reconoce definitivamente el trabajo del cantautor otorgándole el premio por ser el “Mejor joven compositor italiano”. En el año 2013 él comienza la gira Corde: concerto per sole chitarre, una gira con guitarras acústicas y este mismo año, gracias a la colaboración del músico y artista Tony Brundo, compone la banda sonora para la película Tutti Contro Tutti (2013), bajo la dirección de Rolando Ravello. Con este trabajo Mannarino ganaría el galardón Magna Grecia Film Festival.

### Al monte(2014)
El tercer álbum de Mannarino es Al monte (certificado disco “oro” por FIMI), publicado por Leave music y distribuido por Universal Music. Sale oficialmente el 13 de mayo de 2014, anticipado desde el sencillo Gli animali y después de la primera semana el álbum conquista el tercer lugar en la clasificación FIMI de los discos más vendidos. 
El 27 de septiembre de ese mismo año gana a Faenza el Premio PIMI por ser el “Mejor artista independiente del año” conseguido gracias el éxito cosechado entre los críticos y el público tras la publicación del álbum Al monte; mientras el 22 de abril de 2015 gana el Premio Amnesty International Italia 2015 por la canción Scendi giù, cuya letra fue considerada como el “Mejor texto con respeto a los derechos humanos, editado en Italia en 2014”. El 4 de julio de 2015 él comienza la gira Corde 2015, un tour con instrumentos de cuerda, que tendrá mucho éxito entre los espectadores.

### Apriti cielo(2017)
El 23 de noviembre de 2016 Mannarino declara la publicación del cuarto álbum Apriti Cielo, publicado el 13 de enero de 2017. Solo un par de días después será seleccionado como primer single Apriti Cielo, que conquista el primer lugar de la clasificación Viral50 de Spotify y es así como el disco debuta directamente en primero puesto de la clasificación FIMI Album. Mannarino, con Apriti Cielo Tour, el tour relacionado con su último álbum, ve a su público triplicar con 2 PalaLottomatica con las entradas agotadas en pocas semanas y triples fechas en Milán, Turín y Bolonia.
En julio de 2017 el disco llega a la certificación “oro” por FIMI. Para celebrar su gira con más de 100.000 espectadores, el 20 de octubre de 2017 sale su primero álbum live titulado Apriti Cielo Live y registrado en Italia durante el verano (incluye el sencillo Fatte bacià). El 25 de noviembre de 2017 Mannarino gana el Premio De André por su carrera artística y pocas semanas más tarde declara el nuevo concept tour L’Impero Crollerà Archivado el 15 de noviembre de 2018 en Wayback Machine., que comienza en marzo de 2018 y pasará por más de 20 ciudades italianas. Un espectáculo que conquista tanto al público como a los críticos.
Para terminar el importante capítulo de Apriti Cielo, el artista declara el Apriti Cielo - Il Gran Finale Archivado el 15 de noviembre de 2018 en Wayback Machine., un evento especial en Roma el 25 de julio de 2018. Durante tres horas de concierto, Mannarino y los músicos que le acompañaron tocaron juntos en un concierto único cuyo público estaba compuesto por 10.000 espectadores, que había viajado hasta Roma para vivir la música en directo de Mannarino. Con este último concierto el cantautor se despide de su público para poder disfrutar de un largo descanso a fin de poder crear nuevas obras y para componer el nuevo álbum.
En poco más de un año MANNARINO cuadriplica su público y lo celebra con más de 150.000 participantes en sus conciertos.

### Ultra Pharum
El 12 de marzo de 2018 Samuel, leader de banda Subsonica, invita a Mannarino a colaborar con la escritura de una canción en el Red Bull Studio Mobile. El sencillo Ultra Pharum permanece por más de 10 días en el primer puesto de la clasificación Viral50 de Spotify.

### V(2021)
El 21 de julio de 2021 Mannarino anuncia la salida de V, su quinto álbum de estudio. El 27 de Agosto se publica Cantaré, single cantado en italiano y en español que anticipa el álbum y que será transmitido en las principales radios italianas.
El 17 de septiembre de 2021 se publica V, producido enteramente por Alessandro Mannarino y Jacopo BRAIL Sinigaglia con la colaboración, entre otros, de Joey Waronker, Michael H. Brauer (Mix) y Joe La Porta (mastering).
Al final de la semana siguiente el album ocupa la primera posición de la Clasifica FIMI Album de discos de vinilo más vendidos y la seconda posición de la clasifica general de los álbumes más escuchados.

## Filmografía
Además de su carrera como cantautor, aparece en un episodio de la serie Boris de 2010 y está presente en la película Viva L’Italia, bajo la dirección de Massimiliano Bruno (2012). 